# Pim Brusche
Pim Brusche (Harbrinkhoek, 25 april 1983) is een Nederlands oud-langebaanschaatser. Brusche was een sprinter en reed vooral de korte afstanden 500, 1000 en 1500 meter. Hij was op nationaal niveau actief van 2004 tot 2009 toen hij besloot te stoppen.

## Persoonlijke records
| Afstand      | Tijd     | Datum            | Baan       |
| ------------ | -------- | ---------------- | ---------- |
| 100 meter    | 9,83     | 14 februari 2009 | Enschede   |
| 300 meter    | 23,30    | 14 februari 2009 | Enschede   |
| 500 meter    | 36,23    | 5 januari 2008   | Heerenveen |
| 1000 meter   | 1.11,89  | 6 januari 2008   | Heerenveen |
| 1500 meter   | 1.54,31  | 19 maart 2003    | Calgary    |
| 3000 meter   | 4.05,13  | 20 maart 2003    | Calgary    |
| 5000 meter   | 7.09,15  | 21 maart 2003    | Calgary    |
| 10.000 meter | 15.53,19 | 12 maart 2006    | De Scheg   |

## Resultaten
| Jaar | NK Afstanden | NK Sprint |
| ---- | ------------ | --------- |
| 2009 | 18e 500m     | 20e       |